# Nesbrekka
Nesbrekka är en kulle i Antarktis. Den ligger i Östantarktis. Norge gör anspråk på området. Toppen på Nesbrekka är 383 meter över havet.
Terrängen runt Nesbrekka är kuperad åt nordväst, men åt sydost är den platt. En vik av havet är nära Nesbrekka norrut. Trakten är obefolkad. Det finns inga samhällen i närheten. 